# The Allman Brothers Band (album)
The Allman Brothers Band - debiutancki album grupy o tej samej nazwie. Został wydany pod koniec 1969. Utwory na nim zawarte są utrzymane w klimacie bluesa i południowego rocka. Piosenka zamykająca cały krążek, pt. Whipping Post jest jedną z najbardziej rozpoznawalnych kompozycji tej formacji.

## Lista utworów
Wszystkie teksty autorstwa Gregga Allmana, z wyjątkiem zaznaczonych. Kompozytorami są wszyscy członkowie grupy.
Strona A
| 1. | "Don't Want You No More" (Spencer Davis, Edward Hardin) | 2:25  |
|    |                                                         |       |
| 2. | "It's Not My Cross to Bear"                             | 5:02  |
|    |                                                         |       |
| 3. | "Black Hearted Woman"                                   | 5:08  |
|    |                                                         |       |
| 4. | "Trouble No More" (Muddy Waters)                        | 3:45  |
|    |                                                         |       |
|    |                                                         | 16:20 |
|    |                                                         |       |
Strona B
| 1. | "Every Hungry Woman" | 4:13  |
|    |                      |       |
| 2. | "Dreams"             | 7:18  |
|    |                      |       |
| 3. | "Whipping Post"      | 5:17  |
|    |                      |       |
|    |                      | 16:48 |
|    |                      |       |

## Personel muzyczny
- Gregg Allman – wokal, organy
- Duane Allman – gitara solowa (slide)
- Dickey Betts – gitara solowa
- Berry Oakley – gitara basowa
- Jai Johanny Johanson – instrumenty perkusyjne
- Butch Trucks – perkusja